# Bernardo José Herrera
Bernardo José Herrera (Santiago del Estero, Argentina, 1 de febrero de 1969) es un abogado y político argentino perteneciente al Partido Justicialista que integra el Frente Cívico por Santiago. Se desempeñó como Secretario Legislativo de la Cámara de Diputados de Santiago del Estero hasta 2019. El 4 de abril de ese año, juró como diputado nacional por su provincia, en reemplazo de Hugo Orlando Infante, quien había fallecido en diciembre de 2018. Pasó a integrar el bloque del Frente Cívico por Santiago con mandato hasta diciembre de 2021. Al año siguiente, fue internado tras haber dado positivo de COVID-19. En diciembre de ese año, durante el debate de la Ley de Interrupción Voluntaria del Embarazo, votó en contra de aprobar dicha norma. Se postuló en las elecciones legislativas de 2021 y renovó su banca triunfando con el 64,8% de los votos. El 7 de diciembre de ese año juró el cargo con mandato hasta diciembre de 2025.